# ヨランダ・マルゲリータ・ディ・サヴォイア
ヨランダ・マルゲリータ・ディ・サヴォイア（イタリア語: Iolanda Margherita di Savoia, 1901年6月1日 - 1986年10月16日）は、イタリア王ヴィットーリオ・エマヌエーレ3世とその王妃でモンテネグロ王ニコラ1世の娘であるエレナの間の長女。

## 生涯

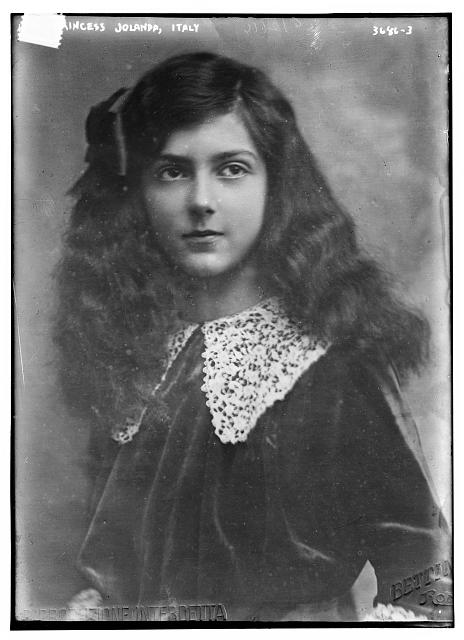
少女時代のヨランダ

イタリア王国のローマでヴィットーリオ・エマヌエーレ3世とその妃エレナ・デル・モンテネグロの第一子長女として生まれ、ヨランダ・マルゲリータ・ミレーナ・エリザベッタ・ロマーナ・マリーア（Iolanda Margherita Milena Elisabetta Romana Maria）と名付けられた。水泳や乗馬を好むスポーツ好きで活発な王女だった。
第一次世界大戦中の1918年、新聞はイギリスのウェールズ公エドワード（後のエドワード8世）とヨランダの婚約を報じた。その噂に根拠はなかったが、1919年に母エレナ王妃・妹のマファルダ王女・アオスタ公爵夫人エレナのパリ訪問に加わった時、ウェールズ公がパリに居合わせた事から再びこの噂が取り沙汰された。
1923年4月9日にクイリナーレ宮殿において、陸軍軍人のジョルジョ・カルロ・カルヴィ・ディ・ベルゴロ伯爵、1887年 - 1977年）と結婚した。結婚後はトリノ南西のピネローロに居を構えた。
1946年に国民投票によってイタリアの王制が廃止されると、ヨランダは家族とともに両親の亡命先であるエジプト王国のアレクサンドリアに自主的に亡命した。翌1947年に父王が亡くなると、家族で帰国してカポコッタで暮らした。
1986年にローマの病院で死去し、トリノに葬られた。
エミリア＝ロマーニャ州フェラーラ県には、ヨランダの名を冠したヨランダ・ディ・サヴォーイアというコムーネが存在する。

## 子女
- マリーア・ルドヴィーカ・カルヴィ・ディ・ベルゴロ（1924年 - 2017年） - 1949年、Robert Gascheと結婚（1971年離婚）。
- ジョルジョ・カルヴィ・ディ・ベルゴロ（1925年）
- ヴィットーリア・フランチェスカ・カルヴィ・ディ・ベルゴロ（1927年 - 1985年） - 1947年、グリエルモ・グアリエンティ・ディ・ブレンゾーネ伯爵と結婚。
- グイヤ・アンナ・カルヴィ・ディ・ベルゴロ（1930年 - ） - 1951年、カルロ・グアリエンティと結婚。
- ピエル・フランチェスコ・カルヴィ・ディ・ベルゴロ（1933年 - 2012年） - 1958年、マリーザ・アッラージオ（英語版）[注釈 1]と結婚。